# Михальково (Ивановская область)
Михальково — село в Широковском сельском поселении Фурмановского района Ивановской области.

## География
Расположено в 7 км на северо-запад от центра поселения села Широково и в 6 км на юго-запад от райцентра Фурманова.

## История
В 1826 году было завершено строительство православной Троицкой церкви. Каменная церковь в стиле классицизма была построена на средства прихожан и купечества. В советское время закрыта, заброшена.
В конце XIX — начале XX века село входило в состав Широковской волости Нерехтского уезда Костромской губернии, с 1918 года — в составе Середского уезда Иваново-Вознесенской губернии.
С 1929 года село входило в состав Широковского сельсовета Середского района Ивановской области, с 2005 года — в составе Широковского сельского поселения.

## Население
| 1872 | 1897 | 1907 | 2002 | 2010 |
| ---- | ---- | ---- | ---- | ---- |
| 163  | ↗218 | ↗329 | ↘31  | ↘10  |

## Достопримечательности
В селе расположена недействующая Церковь Троицы Живоначальной (1826).

## Известные жители и уроженцы
- Николай Аркадьевич Дудин (род. 1973) — российский серийный убийца.